# Trochomeria sagittata
Trochomeria sagittata är en gurkväxtart som först beskrevs av William Henry Harvey och Otto Wilhelm Sonder, och fick sitt nu gällande namn av George Bentham och Hook. f. Trochomeria sagittata ingår i släktet Trochomeria och familjen gurkväxter. Inga underarter finns listade i Catalogue of Life.